# 四冠腔吻鱈
四冠腔吻鱈，為輻鰭魚綱鱈形目鼠尾鱈科的其中一種，分布於印度洋馬爾地夫及安達曼海海域，屬深海底棲性魚類，深度344-741公尺，棲息在底中層水域，生活習性不明。